# Джеймс Марсден
Джеймс Пол Марсден (англ. James Paul Marsden, нар. 18 вересня 1973, Стіллвотер, Оклахома, США) — американський кіноактор. Відомий за роллю Скотта Саммерса/Циклопа у серії фільмів про Людей Ікс (2000-2014), ролями у фільмах «Щоденник пам'яті» (2004), «Зачарована» (2007), «Їжак Сонік» (2020).

## Життєпис
Учився у школі Putnam City North High School у Оклахома Сіті. Став виступати в незначних ролях на телебаченні наприкінці 1980-х. Закінчив Державний університет Оклахоми (Oklahoma State University). За час навчання актор був членом братства «Дельта Тау Дельта»(англ.) (грец. ΔΤΔ).
Джеймс Мерсден пробувався на одну з головних ролей у фільмі «Первісний страх» (1996). Також міг зіграти Шейна у кінокартині «Студія 54» (цю роль зрештою виконав Раян Філіпп).
У актора є дві сестри — Дженніфер і Елізабет, і два брати — Джефф і Роберт.
У 2000 році Джеймс одружився з Лізою Лінді. У 2001 у них народився син Джек, донька Мері народилась у серпні 2005.

## Фільмографія
| Рік       |    | Українська назва                      | Оригінальна назва                      | Роль                                     |
| --------- | -- | ------------------------------------- | -------------------------------------- | ---------------------------------------- |
| 2024      | ф  | Без глазурі                           | Unfrosted                              | Джек Лалейн                              |
| 2024      | мф | Щенячий патруль: Мегафильм            | PAW Patrol: The Mighty Movie           | Генк (голос)                             |
| 2023      | ф  | Кілер іде геть                        | Knox Goes Away                         | Майлз Нокс                               |
| 2023      | с  | Бути присяжним                        | Jury Duty                              | Джеймс Марсден (8 епізодів)              |
| 2023      | с  | Майстри вечірок                       | Party Down                             | Джек Ботті (2 епізоди)                   |
| 2022      | ф  | Зачарована 2                          | Disenchanted                           | Принц Едвард                             |
| 2019—2022 | с  | Мертвий для мене                      | Dead to Me                             | Стів Вуд / Бен Вуд (28 епізодів)         |
| 2016—2022 | с  | Світ «Дикий Захід»                    |                                        | Тедді Флуд (28 епізодів)                 |
| 2022      | ф  | Їжак Сонік 2                          | Sonic the Hedgehog 2                   | Том Ваховскі                             |
| 2021      | мф | My Little Pony: Нове покоління        | My Little Pony: A New Generation       | Гітч Трейлблейзер (голос)                |
| 2021      | ф  | Бебі Бос 2: Сімейний бізнес           | The Boss Baby: Family Business         | Тім Темплтон (голос)                     |
| 2020—2021 | с  | Протистояння                          | The Stand                              | Стью Редман (9 епізодів)                 |
| 2020      | с  | Місіс Америка                         | Mrs. America                           | Філ Крейн (3 / 4 епізоди)                |
| 2020      | ф  | Їжак Сонік                            | Sonic the Hedgehog                     | Том Ваховскі                             |
| 2018      | ф  |                                       | Henchmen                               | Генк (голос)                             |
| 2018      | с  |                                       | Carpool Karaoke                        | Тедді (1 епізод)                         |
| 2017      | ф  | Шок і трепет                          | Shock and Awe                          | Воррен Штробель                          |
| 2017      | тф |                                       | Tour de Pharmacy (короткометражка)     | Рекс Гонікат                             |
| 2017      | ф  |                                       | The Female Brain                       | Адам                                     |
| 2014—2016 | с  | Вондер тут і там                      |                                        | Сер Бред Променистий (голос, 3 епізоди)  |
| 2015      | ф  | Неочікуваний бізнес                   |                                        | Джим Спінч                               |
| 2015      | ф  |                                       | Into the Grizzly Maze                  | Ровен                                    |
| 2015      | ф  |                                       | Accidental Love                        | Скотт                                    |
| 2015      | ф  | Зустріч однокласників                 |                                        | Олівер Лолесс                            |
| 2014      | ф  | Лофт                                  |                                        | Кріс Вановен                             |
| 2014      | ф  | Найкраще в мені                       |                                        | Доусон                                   |
| 2014      | ф  |                                       | Welcome to Me                          | Річ Раскін                               |
| 2014      | ф  | Люди Ікс: Дні минулого майбутнього    |                                        | Скотт Саммерс / Циклоп                   |
| 2014      | ф  | Білявка в ефірі                       |                                        | Гордон                                   |
| 2013      | ф  | Телеведучий 2                         |                                        | Джек Лайм                                |
| 2013      | мф | Казка про принцесу Каґую              |                                        | Принц Ісіцукурі (голос)                  |
| 2013      | ф  | Дворецький                            |                                        | Джон Кеннеді                             |
| 2013      | ф  | Два стволи                            | 2 Guns                                 | Гарві (Гарольд) Квінс                    |
| 2013      | ф  | Крутий як я                           |                                        | Чак Даймонд                              |
| 2012—2013 | с  | Студія 30                             |                                        | Крісс (13 епізодів)                      |
| 2012      | ф  |                                       | Small Apartments                       | Бернард Франклін                         |
| 2012      | ф  | Холостячки                            | Bachelorette                           | Тревор Ґрем                              |
| 2012      | ф  | Робот і Френк                         | Robot & Frank                          | Гантер Вельд                             |
| 2011      | ф  | Солом'яні пси                         | Straw Dogs                             | Девід Самнер                             |
| 2011      | ф  | Гоп                                   | Hop                                    | Фред О'Гара                              |
| 2011      | с  | Американська сімейка                  |                                        | Баррі (1 епізод)                         |
| 2010      | мф | Кішки проти собак: Помста Кітті Ґалор |                                        | Діггс (голос)                            |
| 2010      | ф  | Смерть на похоронах                   |                                        | Оскар                                    |
| 2009      | с  | Робоцип                               |                                        | Джейсон Чемберс / Лев (голоси, 1 епізод) |
| 2009      | ф  | Посилка                               | The Box                                | Артур Люїс                               |
| 2008      | ф  | Сексдрайв                             | Sex Drive                              | Рекс Лафферті                            |
| 2008      | ф  | 27 весіль                             | 27 dresses                             | Кевін                                    |
| 2007      | ф  | Зачарована                            | Enchanted                              | Принц Едвард                             |
| 2007      | ф  | Лак для волосся                       | Hairspray                              | Корні Колінз                             |
| 2006      | ф  | Повернення Супермена                  | Superman Returns                       | Річард Вайт                              |
| 2006      | ф  | Люди Ікс: Остання битва               | X-Men: The Last Stand                  | Скотт Саммерс / Циклоп                   |
| 2006      | ф  | Перехрестя Десятої і Вульф            | 10th & Wolf                            | Томмі                                    |
| 2006      | ф  | Алібі                                 | The Alibi                              | Венделл Гетч                             |
| 2005      | ф  | Висоти                                | Heights                                | Джонатан                                 |
| 2004      | ф  | Щоденник пам'яті                      | The Notebook                           | Лон Геммонд                              |
| 2004      | ф  | Двадцять четвертий день               | The 24th Day                           | Ден                                      |
| 2003      | ф  | Люди Ікс 2                            | X2: X-Men United                       | Скотт Саммерс / Циклоп                   |
| 2002      | ф  | Траса 60                              | Interstate 60                          | Ніл Олівер                               |
| 2001—2002 | с  |                                       | Ally McBeal                            | Гленн Фой (13 епізодів)                  |
| 2001      | ф  | Зразковий самець                      | Zoolander                              | камео                                    |
| 2001      | ф  | Цукор і перець                        | Sugar & Spice                          | Джек Бартлет                             |
| 2000      | ф  | Люди Ікс                              | X-Men                                  | Скотт Саммерс / Циклоп                   |
| 2000      | ф  | Плітки                                | Gossip                                 | Деррік Вебб                              |
| 1998      | ф  | Непристойна поведінка                 | Disturbing Behavior                    | Стів Кларк                               |
| 1998      | с  |                                       | The Outer Limits                       | Брев (1 епізод)                          |
| 1997      | тф | Хрещена матір                         | Bella Mafia                            | Лука                                     |
| 1997      | с  |                                       | Extreme Ghostbusters                   | голос (1 епізод)                         |
| 1996—1997 | с  |                                       | Second Noah                            | Рікі Бекет (21 епізод)                   |
| 1997      | тф |                                       | On the Edge of Innocence               | Джейк Волкер                             |
| 1997      | ф  |                                       | Campfire Tales                         | Едді (розділ «Крюк»)                     |
| 1996      | тф |                                       | Gone in a Heartbeat                    | Майкл Ґеллер                             |
| 1996      | в  | Ворог суспільства № 1                 | Public Enemies                         | Док Баркер                               |
| 1995      | тф |                                       | 919 Fifth Avenue                       | Вілл                                     |
| 1995      | с  |                                       | Touched by an Angel                    | Джейк (1 епізод)                         |
| 1995      | с  |                                       | Party of Five                          | Ґріффін Голбрук (1 епізод)               |
| 1995      | с  |                                       | Blossom                                | Джош (1 епізод)                          |
| 1994      | тф |                                       | Heavenly Road                          | Джеремі                                  |
| 1994      | ф  |                                       | No Dessert, Dad, Till You Mow the Lawn | Тайлер Кокрен                            |
| 1994      | тф |                                       | Search and Rescue                      |                                          |
| 1994      | с  |                                       | Boogies Diner                          | Джейсон (1 епізод)                       |
| 1993      | с  |                                       | Joe's Life                             | Браян (1 епізод)                         |
| 1993      | с  |                                       | The Nanny                              | Едді (2 епізоди)                         |
| 1993      | с  |                                       | Saved by the Bell: The New Class       | Чед Вестерфілд (1 епізод)                |
| 1993      | тф |                                       | In the Line of Duty: Ambush in Waco    | Стівен Вілліс                            |

### Рекламне відео
| Рік  | Назва                  | Бренд     | Роль         |
| ---- | ---------------------- | --------- | ------------ |
| 2019 | Nacho Fries: Retrieval | Taco Bell | Денні Конрад |

## Нагороди і номінації
| Рік  | Нагорода                                  | Організація / фестиваль                                 | Категорія / Номінація                                     | Робота                                   | Результат |
| ---- | ----------------------------------------- | ------------------------------------------------------- | --------------------------------------------------------- | ---------------------------------------- | --------- |
| 2020 | Gold Derby TV                             | Gold Derby Awards                                       | Comedy Supporting Actor                                   | Dead to Me (2019)                        | Номінація |
| 2017 | Actor                                     | Screen Actors Guild Awards                              | Outstanding Performance by an Ensemble in a Drama Series  | Westworld (2016)                         | Номінація |
| 2016 | TLA Gaybie                                | TLA Gaybies                                             | Best Supporting Actor in a Gay Role                       | The D Train (2015)                       | Номінація |
| 2015 | BTVA Anime Dub Movie/Special Voice Acting | Behind the Voice Actors Awards                          | Best Vocal Ensemble in an Anime Feature Film/Special      | Kaguyahime no monogatari (2013)          | Номінація |
| 2014 | MTV Movie                                 | MTV Movie + TV Awards                                   | Best Fight                                                | Anchorman 2: The Legend Continues (2013) | Номінація |
| 2014 | Actor                                     | Screen Actors Guild Awards                              | Outstanding Performance by a Cast in a Motion Picture     | The Butler (2013)                        | Номінація |
| 2014 | Actor                                     | Screen Actors Guild Awards                              | Outstanding Performance by an Ensemble in a Comedy Series | 30 Rock (2006)                           | Номінація |
| 2012 | Gold Derby TV                             | Gold Derby Awards                                       | Comedy Guest Actor                                        | 30 Rock (2006)                           | Номінація |
| 2011 | OFTA Television                           | Online Film & Television Association                    | Best Guest Actor in a Comedy Series                       | Modern Family (2009)                     | Перемога  |
| 2011 | Spotlight                                 | Savannah Film Festival                                  |                                                           |                                          | Перемога  |
| 2010 | Teen Choice                               | Teen Choice Awards                                      | Choice Movie: Male Scene Stealer                          | Death at a Funeral (2010)                | Номінація |
| 2008 | Critics Choice                            | Broadcast Film Critics Association Awards               | Best Acting Ensemble                                      | Hairspray (2007)                         | Перемога  |
| 2008 | Gold Derby                                | Gold Derby Awards                                       | Ensemble Cast                                             | Hairspray (2007)                         | Номінація |
| 2008 | Ensemble Cast                             | Palm Springs International Film Festival                |                                                           | Hairspray (2007)                         | Перемога  |
| 2008 | Actor                                     | Screen Actors Guild Awards                              | Outstanding Performance by a Cast in a Motion Picture     | Hairspray (2007)                         | Номінація |
| 2008 | Teen Choice                               | Teen Choice Awards                                      | Choice Movie Actor: Comedy                                | Enchanted (2007), 27 Dresses (2008)      | Номінація |
| 2007 | Saturn                                    | Academy of Science Fiction, Fantasy & Horror Films, USA | Best Supporting Actor                                     | Superman Returns (2006)                  | Номінація |
| 2007 | Hollywood Film                            | Hollywood Film Awards                                   | Ensemble of the Year                                      | Hairspray (2007)                         | Перемога  |
| 2001 | Blockbuster Entertainment                 | Blockbuster Entertainment Awards                        | Favorite Supporting Actor — Science Fiction               | X-Men (2000)                             | Перемога  |
| 2001 | MTV Movie                                 | MTV Movie + TV Awards                                   | Best On-Screen Team                                       | X-Men (2000)                             | Номінація |